# Luisão
Ânderson Luís da Silva známý jako Luisão (* 13. února 1981, Amparo, Brazílie) je bývalý brazilský fotbalový obránce a reprezentant. Většinu hráčské kariéry strávil v portugalském klubu Benfica.

## Klubová kariéra

### Benfica Lisabon
V Evropské lize 2012/13 se s Benficou probojoval až do finále proti anglickému celku Chelsea FC. V semifinále 2. května v odvetném zápase s tureckým Fenerbahçe SK odehrál kompletní počet minut. Benfica zvítězila 3:1, smazala prohru 0:1 z prvního zápasu v Istanbulu a postoupila do finále. 15. května 2013 nastoupil ve finále proti Chelsea, Benfica podlehla soupeři 1:2. V 59. minutě mu utekl útočník Chelsea Fernando Torres, který postupoval sám na brankáře Artura a vstřelil první gól zápasu.
S Benficou nepostoupil ze základní skupiny C do vyřazovacích bojů Ligy mistrů 2013/14, portugalský tým v ní obsadil třetí místo. Benfica nicméně pokračovala v Evropské lize 2013/14, kde se propracovala po roce opět do finále. V něm opět prohrála, tentokrát v penaltovém rozstřelu 2:4 (0:0 po prodloužení) se španělským týmem Sevilla FC. Luisão svůj penaltový pokus proměnil.

## Reprezentační kariéra
Nastupoval za brazilskou reprezentaci U20.

Zúčastnil se Mistrovství světa hráčů do 20 let 2001 v Argentině, kde mladí Brazilci vypadli ve čtvrtfinále s Ghanou (porážka 1:2).
Luisão debutoval v národním A-týmu Brazílie 23. července 2001 ve čtvrtfinále turnaje Copa América 2001 proti Hondurasu (prohra Brazílie 0:2 a vyřazení z turnaje). Luisão odehrál první poločas.